# Květinová válka
Květinová válka (v nahuatlu xōchiyāōyōtl, španělsky guerra florida), nebo také květinové války, je označení pro rituální souboje praktikované v předkolumbovské Mezoamerice.
Pro civilizace starého Mexika hrály klíčovou roli rituální lidské oběti. Aztécká mytologie byla založena na víře v mystickou energii tona, která z krve obětovaných přechází na bohy a umožňuje jim udržovat svět v chodu. Oběti se rekrutovaly především z řad válečných zajatců: těch byl dostatek, dokud Aztécká říše vedla dobyvačné války, ale jak se území konfederace rozšířilo na hranice přirozeného areálu, nebylo už s kým bojovat.
V roce 1450 nastala v oblasti Mexického údolí velká neúroda, která měla za následek hladomor. Aztécký aristokrat Tlacaelel vysvětlil událost tím, že bohové seslali na lidi bídu, protože sami hladoví po obětech, a jako řešení navrhl pořádat pravidelná střetnutí mezi Aztéky a městskými státy Tlaxcala, Huejotzingo a Cholula, tvořícími enklávy uvnitř území Aztéků. Cílem nebylo zničit protivníka, ale získat zajatce. Ti byli obětováni.

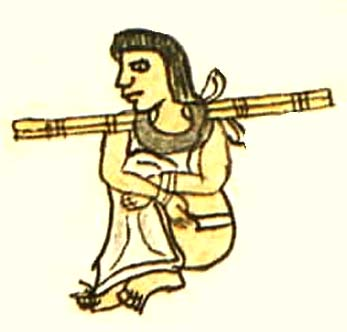
Detail zajatce v Kodexu Mendoza

Květinové války se vedly převážně z náboženských důvodů a jejich průběh se řídil předem dohodnutými pravidly: na posvátném místě zvaném cuauhtlalli proti sobě nastoupily stejně početné oddíly elitních válečníků z řad aristokracie, bojovalo se muž proti muži obsidiánovými meči macuahuitl, přičemž úkolem nebylo soupeře zabít, ale znehybnit a zajmout. Účast v květinové válce byla pro Aztéky příležitostí k duchovnímu rozkvětu, zemřít tímto způsobem bylo pokládáno za nejvyšší štěstí (xochimiquiztli).

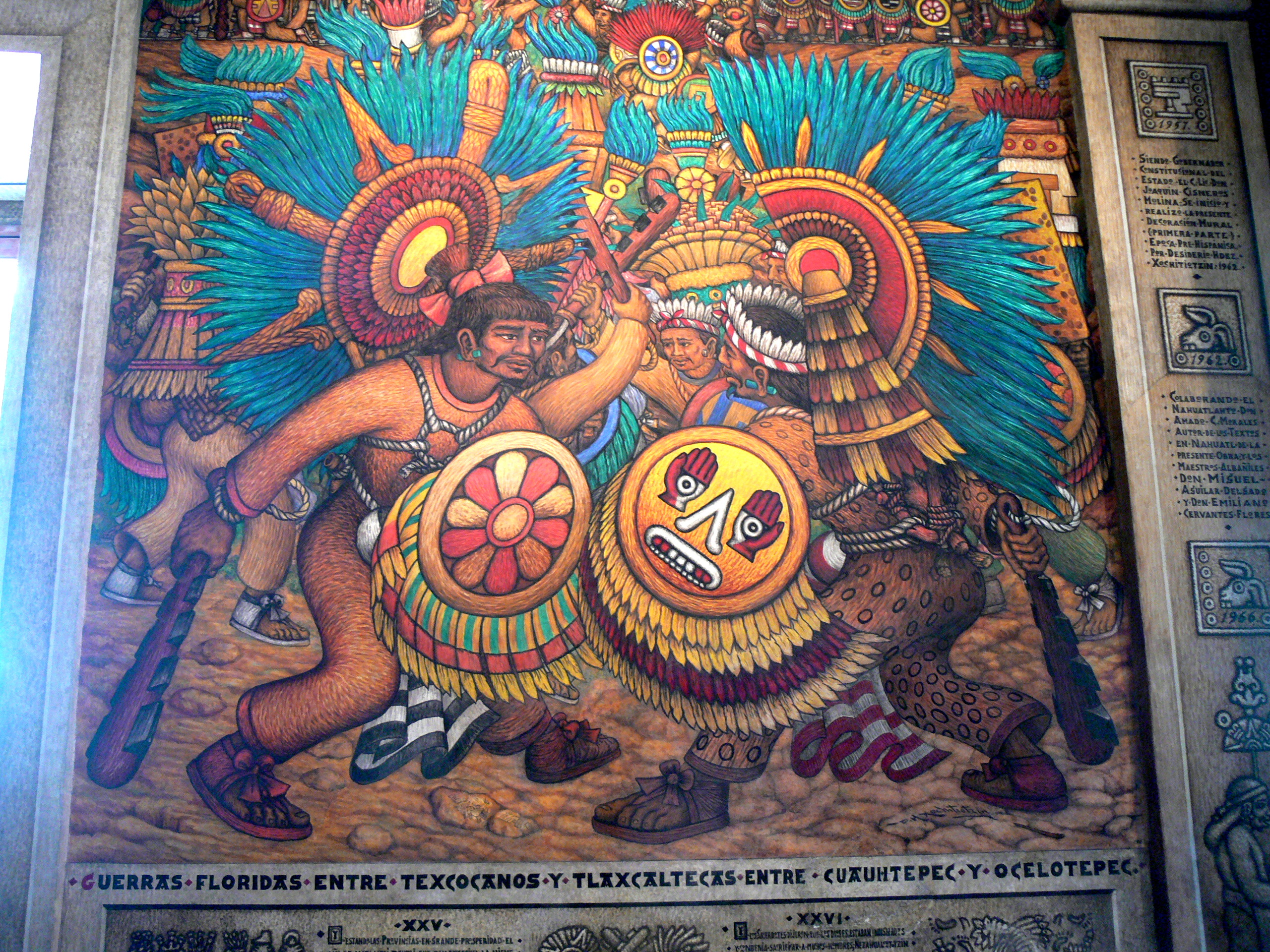
Tlaxcaltékové bojují v květinové válce proti válečníkům z Texcoca, Cuauhtepecu a Ocelotepecu

Jedním z důvodů, proč Hernán Cortés porazil Aztéckou říši, byla skutečnost, že v závěrečném stadiu vývoje již Aztékové nedokázali válčit jinak než podle složitých a neefektivních rituálních předpisů spojených s květinovými válkami. Navíc zbraně Aztéků byly pojaty tak, aby nepřítele okamžitě neusmrtily, ale aby ho jen vyřadily z boje a on poté mohl být zajat živý. Španělé odění v pancíři a s ostrými meči se stali pro Aztéky takřka neporazitelní.
Dalším důsledkem permanentní květinové války bylo trvalé nepřátelství Tlaxcaltéků a dalších domorodců k Aztékům coby úhlavním nepřátelům. Přirozeně se pak postavili na stranu Španělů proti nim, protože boj proti odvěkým nepřátelům byl pro ně jen dalším logickým pokračováním květinové války, z níž pokaždé vycházeli jako poražení. Díky tomu Cortés mohl při dobývání Aztécké říše disponovat kromě pár stovek dobře vyzbrojených Španělů také tisíci indiánskými spojenci.